# Maledetti vi amerò
Maledetti vi amerò är en italiensk dramafilm från 1980 i regi av Marco Tullio Giordana.

## Utmärkelser
Filmen vann Guldleoparden vid Internationella filmfestivalen i Locarno 1980.

## Rollista i urval
- Flavio Bucci - Riccardo
- Biagio Pelligra - kommissarien
- Micaela Pignatelli - Letizia
- Alfredo Pea - Vincenzo
- Anna Miserocchi - modern
- David Riondino - Beniamino